# Аццо V д'Есте

Герб Дому д‘Есте

Аццо V д'Есте (італ. Azzo V d’Este; близько 1125—1193) — італійський військово-політичний діяч доби Середньовіччя, син Обіццо I д'Есте та Софії да Лендінара.
У 1176 році Аццо одружився з Марчезелою Аделарді, єдиною дочкою і спадкоємицею Гуіл'єльмо, лідера гвельфів Феррари. Завдяки цьому шлюбу Дім Есте отримав широкі зв'язки у Феррарі, а після смерті Гуіл'єльмо Обіццо I д'Есте (батько Аццо) навіть очолив гвельфів Феррари і фактично зосередив у своїх руках владу над містом. Аццо мешкав у Феррарі і де-факто був правителем міста, в той час як його батько керував землями Дому Есте.
Аццо V помер раніше свого батька (хоча того ж року), тож успадкував родові землі Дому Есте не він, а його син — Аццо VI  д‘Есте.

## Родина
Дружина — Марчезела Аделарді
Діти:
- син Аццо VI  д‘Есте
- дочка Агнесса